# 이펠강

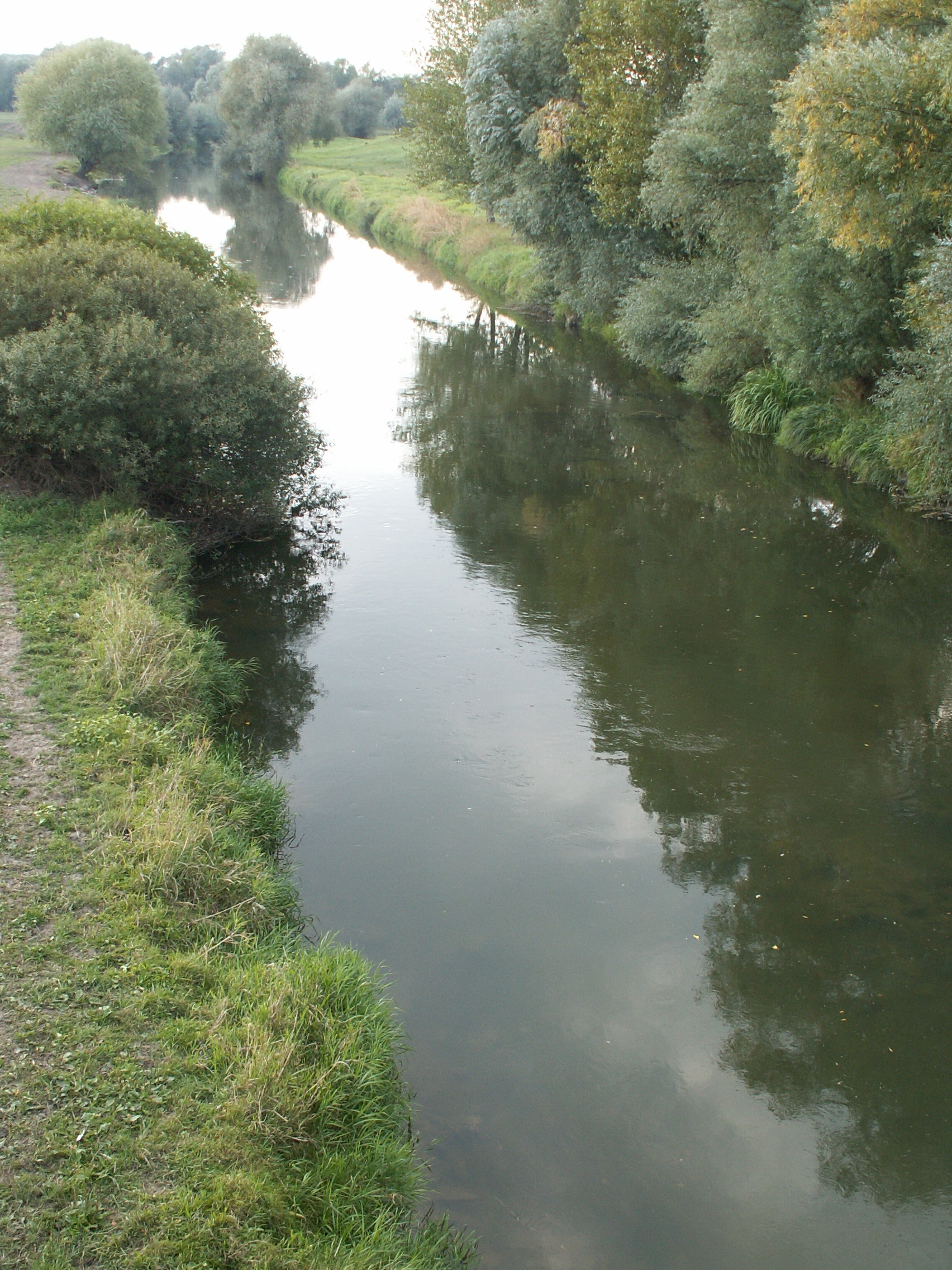
슬로바키아 샤히(Šahy) 인근을 흐르는 이펠강의 모습

이펠강(슬로바키아어: Ipeľ) 또는 이포이강(헝가리어: Ipoly, 독일어: Eipel 아이펠[*])은 슬로바키아, 헝가리에 위치한 강으로 길이는 232 km, 유역 면적은 5,151 km2이다.
슬로바키아 중부 반스카비스트리차주에 위치한 롬나트리마비초우(Lom nad Rimavicou) 마을에서 발원한다. 슬로바키아-헝가리 국경 지대까지 남쪽 방향으로 흐른 다음에는 남서쪽, 서쪽, 남쪽으로 방향을 바꿔서 흐르며 헝가리 북부 페슈트 주에 위치한 소브(Szob) 마을 인근에서 다뉴브강과 합류한다. 슬로바키아 반스카비스트리차주, 니트라주, 헝가리 노그라드주, 페슈트주를 흐른다.